# Mafrūẕ Lū
Mafrūẕ Lū (persiska: مفروض لو, Mafrūẕlū) är en ort i Iran.   Den ligger i provinsen Östazarbaijan, i den nordvästra delen av landet, 500 km nordväst om huvudstaden Teheran. Mafrūẕ Lū ligger 291 meter över havet och antalet invånare är 290.
Terrängen runt Mafrūẕ Lū är huvudsakligen kuperad, men den allra närmaste omgivningen är platt.Runt Mafrūẕ Lū är det ganska glesbefolkat, med 27 invånare per kvadratkilometer. Närmaste större samhälle är Khomārlū, 15,0 km öster om Mafrūẕ Lū. Trakten runt Mafrūẕ Lū består i huvudsak av gräsmarker.